# Lepanthes ramonensis
Lepanthes ramonensis är en orkidéart som beskrevs av Rudolf Schlechter. Lepanthes ramonensis ingår i släktet Lepanthes och familjen orkidéer.
Artens utbredningsområde är Costa Rica. Inga underarter finns listade i Catalogue of Life.